# Алькан, Шарль Валантен
Шарль Валантен Алькан (фр. Charles-Valentin Alkan, настоящая фамилия Моранж, фр. Morhange; 30 ноября 1813, Париж — 29 марта 1888, там же) — французский пианист-виртуоз и композитор, один из основоположников романтизма в музыке.

## Биография
Родился в еврейской семье в еврейском квартале Парижа Маре. Его отец Алькан Моранж был частным учителем музыки и давал первые уроки своим детям (братья Шарля Валантена также стали музыкантами). Имя отца Шарль Валантен использовал в качестве своего псевдонима.
Алькан учился в Парижской консерватории (куда поступил в возрасте шести лет) у Жозефа Циммермана. Широко концертировал примерно до 24-летнего возраста, заслужив славу одного из величайших пианистов-виртуозов своего времени, наравне с Листом, Тальбергом и Калькбреннером, даже в чём-то превосходя их по технике. Однако позднее он практически перестал появляться на публике, хотя в последнее десятилетие жизни выступил с циклом камерных полуприватных концертов, так называемых «petit concerts» в Париже.
В некоторые периоды жизни Алькан частным образом преподавал, имея высочайшую репутацию педагога (в частности, к нему перешли ученики Фредерика Шопена после смерти последнего в 1849 г.). О других периодах жизни Алькана мало что известно, кроме того что он изучал Библию и Талмуд. Из переписки Алькана с немецким композитором Фердинандом Хиллером следует, что Алькан полностью перевёл на французский язык Ветхий и Новый Завет, Талмуд, Тору, Танах, Псалтырь, а также множество античной литературы — греческие мифы, оды Горация, «Жизнь двенадцати цезарей» Светония, басни Эзопа, трагедии Эсхила и Еврипида, комедию «Лягушки» Аристофана, элегии Овидия, «Божественную комедию» Данте, философские учения Гераклита Эфесского и Демокрита Абдерского; эти труды не сохранились (сохранились лишь фортепианные, хоровые, вокальные, камерные и педальерные сочинения Алькана на эти сюжеты с некоторыми эпиграфами), как не сохранились и многие из музыкальных сочинений Алькана, о существовании которых остались лишь достоверные свидетельства: симфония для оркестра h-moll, струнные квартеты, квинтеты, секстеты, одноактная опера на либретто Леона Гозлана и др.
Алькан умер в результате несчастного случая у себя дома; согласно распространённой легенде, он уронил на себя книжный шкаф, когда доставал с верхней полки Талмуд, хранившийся там, чтобы быть ближе к небу. По другим версиям, Алькан умер от упавшей вешалки для пальто; также есть версия, что он умер от обычного инсульта. Внебрачным сыном Алькана и его учеником был композитор и пианист Эли Мириам Делаборд.

## Личность

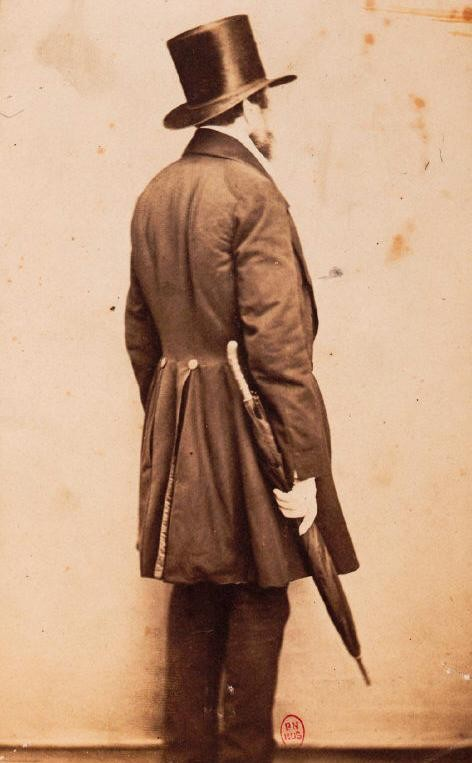
Фотография Алькана

Антуан Мармонтель так описывал Алькана:
«Его интеллигентная и оригинальная физиономия заслуживает того, чтобы её видели в профиль или анфас: огромный лоб — как у мыслителя; <…> взгляд прекрасный, чуть насмешливый. Его сутулая походка и пуританское поведение придают ему вид священника или раввина».
Хью Макдональд пишет, что «загадочный характер Алькана отразился в его музыке — одевался он сурово, старомодно, несколько по-церковному — только в чёрное, обескураживал людей и редко выходил в свет — у него было мало друзей, нервничал на публике и патологически беспокоился о своем здоровье, хотя оно у него было хорошим». Джек Гиббонс так характеризует личность композитора: «Алькан был интеллигентным, живым и добросердечным человеком с хорошим чувством юмора ― все эти характеристики ярко выражены в его музыке, чей единственный порок, кажется, заключался в излишне ярком воображении и чьи эксцентричные выходки проистекали главным образом из его сверхчувствительной натуры. <…> Алькан был человеком глубоко консервативных идей, чей образ жизни, манера одеваться и следование старым музыкальным традициям отличали его от других музыкантов и мира в целом».

## Музыка

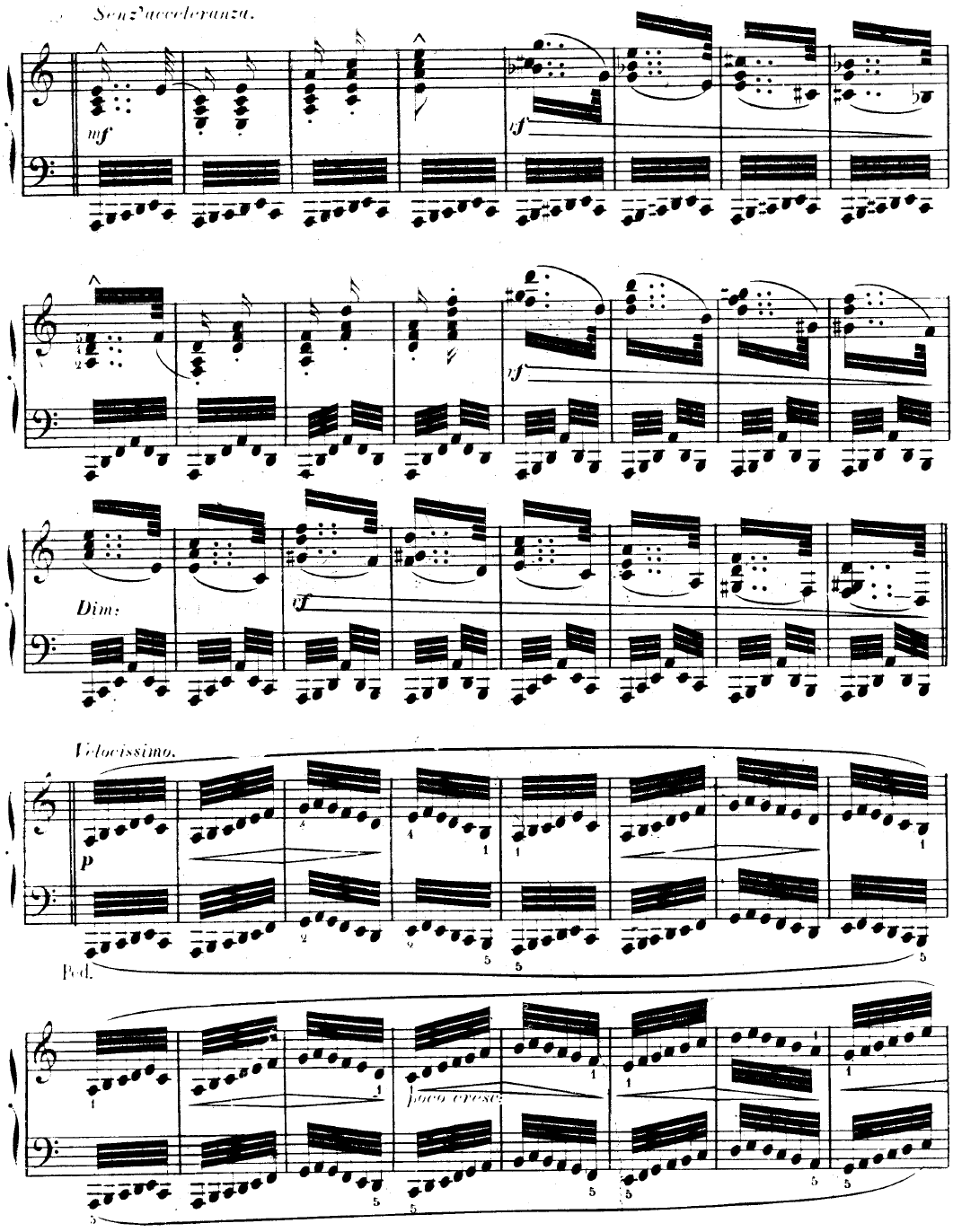
Лист нотной записи этюда Алькана «Как ветер» из Двенадцати минорных этюдов op.39

Первое оригинальное сочинение Алькана датируется 1828 годом. Это вариации E-dur op.1 на тему концерта Штейбельта, которые композитор написал в возрасте 14 лет. Сохранившееся его наследие состоит почти исключительно из произведений для фортепиано соло, но существуют и камерные, и педальерные, и органные, и ансамблевые, и несколько симфонических, вокальных и хоровых сочинений. Алькан считался во второй половине XIX века одним из крупнейших мастеров романтического пианизма. Ханс фон Бюлов назвал его «Берлиозом фортепиано», Ферруччо Бузони писал о Листе, что того можно причислить «к величайшим композиторам, жившим после Бетховена: Шопену, Шуману, Алькану и Брамсу». Антон Рубинштейн посвятил Алькану свой Пятый фортепианный концерт.
В 25 лет создал Три больших этюда, соч. 76.
Произведения Алькана отличаются исключительной технической сложностью. Его 24 этюда (12 мажорных, op.35 и 12 минорных, op.39) превосходят в технической изощрённости даже «Трансцендентные этюды» Ференца Листа. А «12 этюдов во всех минорных тональностях» op.39 ― это самый сложный цикл этюдов не только в творчестве Алькана, но и один из самых сложных циклов этюдов во всей музыкальной культуре. Не чужд был Алькану и юмор: ему принадлежит, в частности, «Похоронный марш c-moll на смерть одного попугая» для трёх гобоев, фагота и певцов.
Среди транскрипций Алькана — переложение фортепианных концертов Моцарта и Бетховена, симфоний Гайдна для фортепиано соло и фрагментов из оратории Генделя «Мессия» и оперы Моцарта «Дон Жуан» для педальера.
На протяжении почти столетия музыка Алькана выпала из активного репертуара пианистов — не в последнюю очередь благодаря своей трудности. Во второй половине XX века, однако, интерес к нему возрождали интерпретации Рэймонда Левенталя и Бернарда Рингайсена, а на рубеже XX—XXI веков Алькан стал неотъемлемой частью репертуара Джека Гиббонса, Марка-Андре Амлена, Юрия Фаворина и Винченцо Мальтемпо.